# 赤松麟作
赤松 麟作（あかまつ りんさく、1878年〈明治11年〉1月20日または10月11日 - 1953年〈昭和28年〉11月24日）は、日本の洋画家、教育者。
赤松良子は3女である。

## 来歴
現在の岡山県津山市本町3丁目に、兄2人姉1人の4人兄弟の末っ子として生まれる。1883年に大阪へ転居。父は亜鉛製造、酸化亜鉛製造、ペンキ製造と職を変えるがいずれも成功せず、ペンキで絵を描く看板屋を始める。
小学校卒業後、父の仕事を手伝っていると、大阪最初期の洋画家で大阪朝日新聞で挿絵画家をしていた山内愚僊と知り合う。この時、愚僊はペンキで巧みに油画を描き、麟作は画が非常に好きになってしまったという。1893年数え16歳でその内弟子となり、愚僊の同僚だった西村天囚から『日本外史』などの漢学を習う。
1897年2月東京美術学校西洋画科専科1年に臨時試験で入学、同年から白馬会に出品し始める。本来なら4年通うところを、1899年7月選抜試験を受け、2年半で繰上げ卒業。1900年に鹿子木孟郎の後任として、三重県津市第一中学校で美術教師となる（一身田中学講師も兼任）。三重一中教員時代の1901年に第6回白馬会展に出品した「夜汽車」が白馬会賞を受け、後年赤松の代表作とみなされるようになる。1903年、和歌山県新宮中学校に転任。
1904年に大阪朝日新聞社に挿絵画家として入社。写真印刷がまだ未熟だった当時、絵の出来は売上を左右するほどであり、麟作は正社員待遇を受け、ポーツマス条約反対記事に添えた挿絵「白骨の涙」が評判を読んだ。この間、梅田に洋画塾を開く。大正期に入ると写真技術が飛躍的に向上したため挿絵記者の需要が減り、彼らは風刺画への転換を迫られたが、麟作はこれを嫌い画家としての創作に集中したかった理由もあり1915年に退社する
1926年、大阪市心斎橋の丹平ハウスに赤松洋画研究所を開く。当時の門下生に佐伯祐三がいる。
1927年には大阪市立工芸学校図案科に週一で教えに通う。1934年に関西女子美術学校教授となり洋画部を担当、1937年同校校長となる。1945年に豊中岡町へ疎開、同年アトリエや長男宅が戦災で焼けたため、多くの作品が失われる。
1946年、大阪市立美術館付属美術研究所が開設され、鍋井克之、須田国太郎、伊藤慶之助、小磯良平、田村孝之介、胡桃沢源人、小野藤一郎らと共に実技指導担教授に就任。1948年、大阪府文芸賞（のちの大阪文化賞）が制定され受賞。
1953年11月24日、大阪市天王寺区の自宅で喘息により死去。

## 画風
外光派（印象派）の影響を強く受けていたとされる（外光派#日本）。生前から「人物の赤松」と評され、人物画を得意とした。

## 作品

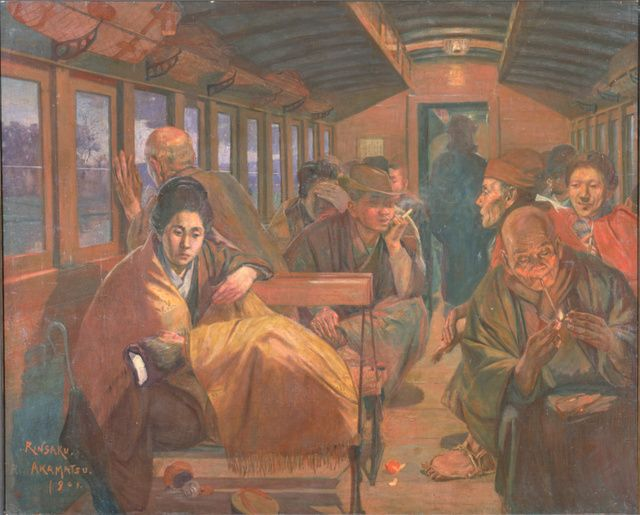
「夜汽車」
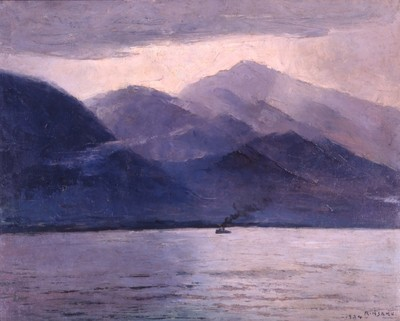
「雨後（芦ノ湖）」
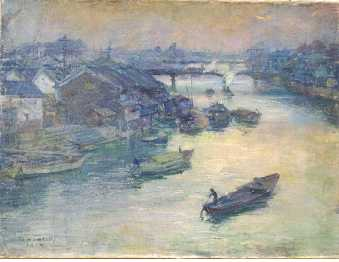
「土佐堀川」
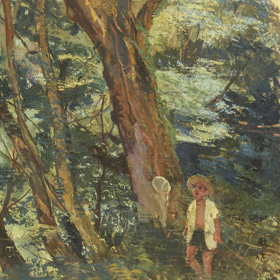
「蝉とり」
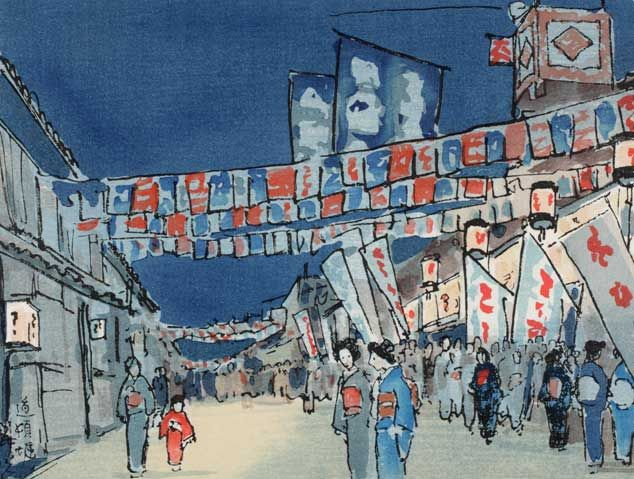
「道頓堀」
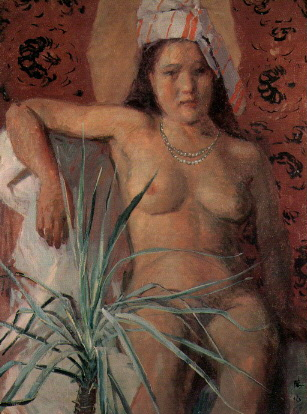
「裸」

| タイトル               | 制作年   | 技法・素材                 | サイズ（cm） | 所蔵先                 | 出品展覧会          | 備考                                             |
| ---------------------- | -------- | -------------------------- | ------------ | ---------------------- | ------------------- | ------------------------------------------------ |
| 孔雀                   | 1894年   | 油彩・キャンバス、二曲一隻 | 116.8x116.8  | 大阪中之島美術館       |                     | 最初期作。屏風装なのは師・愚僊の影響か           |
| 読書                   | 1901年   | 油彩・キャンバス           | 41.5x53.5    | 東京藝術大学           | 第3回白馬会         |                                                  |
| 池                     | 1898年   | 油彩・キャンバス           | 42.3x53.5    | 東京藝術大学           | 第4回白馬会出品作か |                                                  |
| 裸婦                   | 1900年   | 油彩・キャンバス           | 60.7x45.6    | 岡山県立美術館         |                     |                                                  |
| 夜汽車                 | 1898年   | 油彩・キャンバス           | 161.0x200.0  | 東京藝術大学           | 第6回白馬会白馬会賞 |                                                  |
| 水鳥のいる風景         | 1903年   | 油彩・キャンバス           | 60.7x45.6    | 岡山県立美術館         |                     |                                                  |
| 翁                     | 1913年   | 油彩・キャンバス           | 197.0x290.9  | 大阪市立美術館         | 第7回文展入選、褒状 |                                                  |
| 土佐堀川               | 1917年   | 油彩・キャンバス           | 60.6x80.4    | 黒川古文化研究所       |                     |                                                  |
| スフィンクス           | 1918年   | 油彩・キャンバス           | 45.5x53.0    | 東京藝術大学           |                     |                                                  |
| 裸婦                   | 昭和初期 | 油彩・キャンバス           | 60.1x80.5    | 大阪新美術館建設準備室 |                     |                                                  |
| 鳩                     | 1928年   |                            |              | 倉敷市立美術館         |                     |                                                  |
| 琵琶湖                 | 1929年   | 油彩・キャンバス           | 60.6x80.3    | 大阪市立美術館         |                     |                                                  |
| 白糸の滝               | 1932年   | 油彩・キャンバス           | 130.3x162.3  | 日本綿業倶楽部         | 第13回帝展          |                                                  |
| 雨後（芦ノ湖）         | 1934年   | 油彩・キャンバス           |              | 大阪市立美術館         | 第15回帝展          |                                                  |
| 明治天皇津村別院行幸図 | 1994年   | 油彩・キャンバス           |              | 大阪市立美術館         |                     |                                                  |
| 白い扇                 | 1941年   | 油彩・キャンバス           | 91.0x72.6    | 三重県立美術館         |                     |                                                  |
| 奈良の鹿               | 1944年   | 油彩・キャンバス           | 73.0x91.1    | 岡山県立美術館         |                     |                                                  |
| 友達                   | 1948年   | 油彩・キャンバス           | 90.9x72.7    | 岡山県立美術館         |                     |                                                  |
| 赤い着物               | 1948年   | 油彩・キャンバス           | 90.5x73.0    | 倉敷市立美術館         |                     |                                                  |
| 自画像                 | 1948年   | 油彩・キャンバス           |              | 大阪市立美術館         |                     |                                                  |
| やっとこどっこい       | 1949年   | 紙・水彩・墨・巻子装       | 21.3x1280.0  | 個人                   |                     | 文人画風の自伝絵巻。麟作の伝記に関する根本資料。 |
| 大王岬                 | 1950年   | 油彩・キャンバス           | 62.5x90.9    | 大阪市立美術館         |                     |                                                  |
| 夕照の高津神社舞台     | 1950年   |                            |              | 大阪府庁本館正庁の間   |                     | 大阪市の依頼                                     |
| 海                     | 1953年   | 油彩・キャンバス           | 31.8x40.8    | 岡山県立美術館         |                     | 絶筆                                             |

- 「夜汽車」
- 「雨後（芦ノ湖）」
- 「土佐堀川」
- 「蝉とり」
- 「道頓堀」
- 「裸」